# Sorrento (Louisiana)
Sorrento è un comune degli Stati Uniti d'America, situato nello Stato della Louisiana, in particolare nella parrocchia di Ascension.